# Frank Parker
Pour les articles homonymes, voir Parker.
Frank Andrew Parker, ou en polonais Franciszek Andrzej Pajkowski, né le 31 janvier 1916 à Milwaukee dans l'état du Wisconsin et mort à San Diego dans l'état de Californie le 24 juillet 1997, est un joueur américain de tennis pendant trois décennies et un ancien numéro un mondial en 1948 dans les rangs amateurs. Il est aussi dans sa vie professionnelle, un vendeur, un manageur puis le directeur du McClurg Court Sports Center à Chicago.

## Biographie
Joueur d'origine polonaise, Parker commence sa carrière dans les rangs amateurs en 1930 dans le Wisconsin, dans les tournois de la ville de Milwaukee. Repéré en 1929 par l'ancien joueur professionnel Mercer Beasley, c'est un joueur précoce qui remporte l'un de ses premiers titres à l'âge de seize ans lors du tournoi de Chicago River Forest Western en juin 1932. Au cours de ses premières années de compétitions face aux adultes, il connaît avant ses dix-huit ans des victoires notables sur les grands joueurs de l'époque tels que George Lott et Ellsworth Vines. Il est un joueur talentueux et polyvalent sur toutes les surfaces : la terre battue, le gazon, le ciment et le bois indoor. Le jeu de Parker est doté d'un excellent revers à une main, considéré à l'époque comme l'un des meilleurs de l'histoire du jeu. Fort mentalement avec une excellente condition physique, il s'est maintenu pendant deux décennies parmi les meilleurs joueurs américains et du monde jusqu'à son entrée, à la fin de l'année 1949, dans les rangs des joueurs professionnels sous contrat. Son dernier titre chez les amateurs se déroule dans le cadre de la huitième édition du tournoi international de Mexico Pan American, battant en finale le grand joueur Jaroslav Drobny en quatre sets 6-1, 2-6, 6-3, 6-4.
Il remporte quatre titres du Grand Chelem en simple : deux fois le tournoi de Forest Hills U.S. National Championchips, le futur US Open, en 1944 et 1945 joué sur gazon à New York et deux fois Roland-Garros en 1948 et 1949 sur terre battue. Il est le premier joueur de l'histoire de Roland Garros à gagner deux fois de suite le tournoi. À la différence de Björn Borg ou de Rafael Nadal, il reste à l'heure actuelle le seul vainqueur de Roland Garros à n'avoir jamais perdu une rencontre à la Porte d'Auteuil avec quatorze victoires pour zéro défaite.
Toutefois, il ne fera jamais le déplacement lors du tournoi du Grand Chelem australien pour des raisons financières. Il ne joue qu'une seule fois en Australie dans le cadre de la Coupe Davis en novembre et en décembre 1946. Un déplacement dans cette partie du monde en vain pour Parker, le joueur américain n'est pas sélectionné pour le challenge-round par son capitaine.
Cependant, il remporte la Coupe Davis pour son pays à deux reprises en 1937 et lorsqu'il est numéro un mondial en 1948.
Cela sera pour les mêmes raisons financières qu'il fait peu de déplacement dans les tournois européens dont notamment Wimbledon dans les années 1930. Après la seconde guerre mondiale et de meilleurs revenus financiers, il jouera les principaux tournois européens en 1948 et 1949 tels que Wimbledon, San Remo, Bruxelles, Monte Carlo, Paris Coubertin en indoor, Lyon ou Stockholm avec en grande partie un succès à la fois sportif et populaire, notamment en France lors des Internationaux de France à Roland Garros auprès du public féminin.
Le tournoi du Grand Chelem qu'il joue le plus souvent pendant plus de vingt ans est le tournoi de Forest Hills U.S. National Championships, le futur US Open, en tant qu'amateur et aussi en tant que professionnel dans le cadre du tournoi de Forest Hills Round Robin U.S. Pro en juin et juillet 1951. Il joue face aux champions américains tels que Jack Kramer en un cinq sets perdus au score de 4-6, 6-0, 4-6, 6-0, 6-3, ou face à Pancho Gonzales en quatre sets au score de 4-6, 6-1, 7-5, 6-2 ou encore face à Pancho Segura en trois petits sets. Il ne retrouve ce même tournoi qu'à l'occasion de l'ouverture des joueurs professionnels au tennis open pour une dernière fois en 1968 contre Arthur Ashe, soit dix-sept ans après sa dernière participation sur le même gazon de Forest Hills au West Side Country Club, devenant aussi à cinquante-deux ans le plus âgé des compétiteurs de l'histoire de l'US Open.
Pendant et après sa carrière de joueur de tennis, il a une activité professionnelle en tant que vendeur pendant vingt-six ans pour une entreprise de boîtes en carton ondulé. Puis à partir des années 1980, il devient manageur professionnel au McClurg Court Sports Center, avec des activités liées au tennis. Puis à l'âge de 65 ans, il devient le directeur du McClurg Court Sports Center, une entreprise basée à Chicago.
Il est distingué et élu au Wisconsin Athletic Hall of Fame en 1960.
Il est membre du International Tennis Hall of Fame depuis 1966.

## Parcours en Grand Chelem
- Pas de tournoi en Australie, devient pro fin 1949, revient 17 ans après son dernier Forest Hills Pro en 1951 pour le premier US Open en 1968.

| Année         | 1933 | 1934 | 1935 | 1936 | 1937 | 1938 | 1939 | 1940 | 1941 | 1942 | 1943 | 1944 | 1945 | 1946 | 1947 | 1948 | 1949 | 1968 |
| ------------- | ---- | ---- | ---- | ---- | ---- | ---- | ---- | ---- | ---- | ---- | ---- | ---- | ---- | ---- | ---- | ---- | ---- | ---- |
| Roland-Garros | -    | -    | -    | -    | -    | -    | -    | -    | -    | -    | -    | -    | -    | -    | -    | V    | V    | -    |
| Wimbledon     | -    | -    | -    | -    | 1/2  | -    | -    | -    | -    | -    | -    | -    | -    | -    | -    | 1/8  | 1/4  | -    |
| US Open       | 1/16 | 1/4  | 1/8  | 1/2  | 1/2  | 1/8  | 1/8  | 1/4  | 1/4  | F    | 1/4  | V    | V    | 1/4  | F    | 1/4  | 1/2  | 1/32 |

## Palmarès

### Grand Chelem
- Forest Hills U.S. National Championships
  - Vainqueur (simple) : 1944 et 1945
  - Finaliste (simple) : 1942 et 1947
  - Demi-finaliste (simple) : 1936, 1937 et 1949
  - Vainqueur (double) : 1943 (avec Jack Kramer)
  - Finaliste (double) : 1933 (avec Frank Shields) et 1948 (avec Ted Schroeder)
- Roland-Garros
  - Vainqueur (simple) : 1948 et 1949
  - Vainqueur (double) : 1949 (avec Pancho Gonzales)
- Wimbledon
  - Demi-finaliste (simple) : 1937
  - Vainqueur (double) : 1949 (avec Pancho Gonzales)

### Autres tournois
- U.S. National Clay Court
  - Vainqueur (simple) : 1939, 1941, 1946, 1947
  - Finaliste (simple) : 1935, 1936, 1949
- Los Angeles Pacific Southwest
  - Vainqueur (simple) : 1941, 1942, 1944, 1945
  - Finaliste (simple) : 1948
- Ottawa International
  - Vainqueur (simple) : 1932
- Toronto International
  - Vainqueur (simple) : 1938
- Cincinnati Tri-State
  - Vainqueur (simple) : 1941
  - Finaliste (simple) : 1932, 1933, 1938 et 1939